# Else Tefre
Else Tefre (1970) è un'ex sciatrice alpina norvegese.

## Biografia
Specialista delle prove veloci, la Tefre prese parte ai Mondiali juniores di Hemsedal/Sälen 1987 e di Madonna di Campiglio 1988; vinse la medaglia d'oro nel supergigante e quella d'argento nella discesa libera ai Campionati norvegesi del 1988. Non prese parte a rassegne olimpiche né ottenne piazzamenti in Coppa del Mondo o ai Campionati mondiali.

## Palmarès

### Campionati norvegesi
- 2 medaglie (dati dalla stagione 1987-1988):
  - 1 oro (supergigante[1] nel 1988)
  - 1 argento (discesa libera[senza fonte] nel 1988)